# Museu da Imagem e do Som de Alagoas
Het Museu da Imagem e do Som de Alagoas (Misa), vertaald: Museum van Beeld en Geluid van Alagoas, is een museum in Maceió in Brazilië. Het museum werd op 3 september 1981 geopend met het doel om het audiovisuele erfgoed van de staat Alagoas te bewaren en te tonen. Het museum wordt beheerd door het het staatssecretariaat voor Cultuur.
In het museum wordt onder meer met behulp van opnames op cassettebanden, video's en oude platen stilgestaan bij evenementen die in Maceió hebben plaatsgevonden. Er zijn opnames bewaard gebleven van belangrijke politieke, maatschappelijke en artistieke evenementen in Alagoas. Een deel van de collectie komt voort uit donaties van oude voorwerpen, waaronder een verzameling van oude radio's en analoge camera's.
Naast de vaste collectie worden er exposities getoond van diverse artiesten, waaronder tijdens het 35e jubileumjaar 2016 over de muziekcultuur van Alagoas: de Misa Acústico (akoestische Misa). Ter gelegenheid hiervan werden door acht artiesten concerten opgevoerd.
In 2001 werd de locatie in de Praça Dois Leões gerenoveerd, nadat het in 1997 al eens tijdelijk gesloten was geweest vanwege de slechte staat door verwering. 